# فرادانش
فرادانش (به انگلیسی: Metaknowledge) دانش در مورد دانش است.
در مورد حوزه های فرادانش دو دیدگاه وجود دارد:

## دیدگاه اول
برخی از نویسندگان فرادانش را به ترتیب تقسیم می‌کنند:
- «فرادانش مرتبه صفر» دانشی است که حوزه آن دانش نیست. (پس حوزه فرادانش مرتبه صفر، «فرادانش» نیست)
- «فراد دانش مرتبه اول» دانشی است که حوزه آن فرادانش مرتبه صفر است.
- «فرادانش مرتبه دوم» دانشی است که حوزه آن فرادانش مرتبه اول است.
- به‌طور کلی، فرادانش مرتبه {\displaystyle n+1} دانشی است که حوزه آن فرادانش مرتبه {\displaystyle n} هست.[۲]

## دیدگاه دوم
توجه داشته باشید برخی از نویسندگان نیز فرادانش مرتبه صفر را «دانش مرتبه اول» و فرادانش مرتبه اول را «دانش مرتبه دوم» می‌نامند. فرادانش به عنوان «دانش مرتبه بالاتر» نیز شناخته می‌شود.
در حوزه‌های پژوهشی و علمی مانند مهندسی دانش، مدیریت دانش، فرادانش یک ابزار مفهومی اساسی است که با مطالعه و عملیات روی دانش سروکار دارند و به عنوان یک  ابژه از مفاهیم و اصطلاحات محلی انتزاع شده‌است.
نمونه‌هایی از فرادانش فردی سطح اول عبارتند از روش‌های برنامه‌ریزی، مدل‌سازی، برچسب‌گذاری، یادگیری و هر تغییری در دانش حوزه.
در واقع، چارچوب‌های فرادانش جهانی باید برای سازماندهی سطوح فرادانش فردی معتبر باشند.
فرادانش ممکن است به‌طور خودکار از آرشیو نشریات الکترونیکی استخراج شده باشند تا الگوهای پژوهش، روابط بین پژوهشگران و مؤسسات را آشکار سازد و نتایج متناقض را شناسایی کند.